# Carlos Carús
Carlos Carús Suárez fue un futbolista mexicano, que jugaba de centro delantero. Nació en Veracruz y debutó con el Atlético Veracruz de la Segunda División en la Temporada 1952-1953. Ese mismo año, al no haber equipo en la Primera División que jugara en Veracruz, fue contratado y comenzó a jugar con el Deportivo Toluca Futbol Club. Fue seleccionado nacional durante la Copa Mundial de Fútbol de 1954. Vistió la camiseta del Deportivo Toluca Futbol Club y de los Tiburones Rojos de Veracruz. Era apodado El Monito.

## Participaciones en Copas del Mundo
| Mundial                        | Sede  | Resultado    |
| ------------------------------ | ----- | ------------ |
| Copa Mundial de Fútbol de 1954 | Suiza | Primera Fase |